# 史惠順
史惠順，1919年—2017，台湾测量学家，是台湾现代航空攝影测量推動者和国立成功大学测量工程学系的创始人。

## 生平
浙江宁波鄞县人，1919年生于上海。1939年考入上海国立同济大学土木工程系，1943年毕业于工学院测量工程学系。毕业后留校任教。1944年，发起成立全国助教协会，任理事，并于1947年任会长。
1948年9月，赴台湾台南，任台湾省立工学院（今为台湾国立成功大学），任土木系任讲师，主讲测量学，首创台湾光复后测量学教学研究。在国立成功大学任教44年，历任讲师、副教授、教授、工学院院长兼研究所所长。1958年赴美国留学，于普渡大学工学院进修一年。1964年，在赴美国普渡大学研究大地测量2个月。1965年，获荷兰国际航空测量研究所工程师执照。1961年至1965年4月，任台湾海埔地规划开发委员会测绘组组长。任同济大学台湾校友会理事。曾任多届中國土木水利工程學會理事、监事。

## 荣誉
- 1976年6月，获韩国庆熙大学荣誉工学博士[2]。

## 家庭
- 女婿高家俊創立近海水文中心，佈建環島海氣象即時觀測網，為海上航行安全、海洋資源開發與保育、海洋災害治理提供科學支撐。

## 代表著作
- 《平面測量學》